# Aubigny-les-Pothées
Aubigny-les-Pothées település Franciaországban, Ardennes megyében. Lakosainak száma 306 fő (2022. január 1.). Aubigny-les-Pothées Blombay, Cernion, Lépron-les-Vallées, Logny-Bogny, Marlemont, Signy-l’Abbaye és Vaux-Villaine községekkel határos.

## Népesség
A település népességének változása:
| Lakosok száma | 410  | 360  | 319  | 329  | 340  | 319  | 315  | 310  | 307  | 306  |
|               | 1968 | 1982 | 1990 | 2006 | 2013 | 2015 | 2017 | 2019 | 2020 | 2022 |